# Mare (folclore)

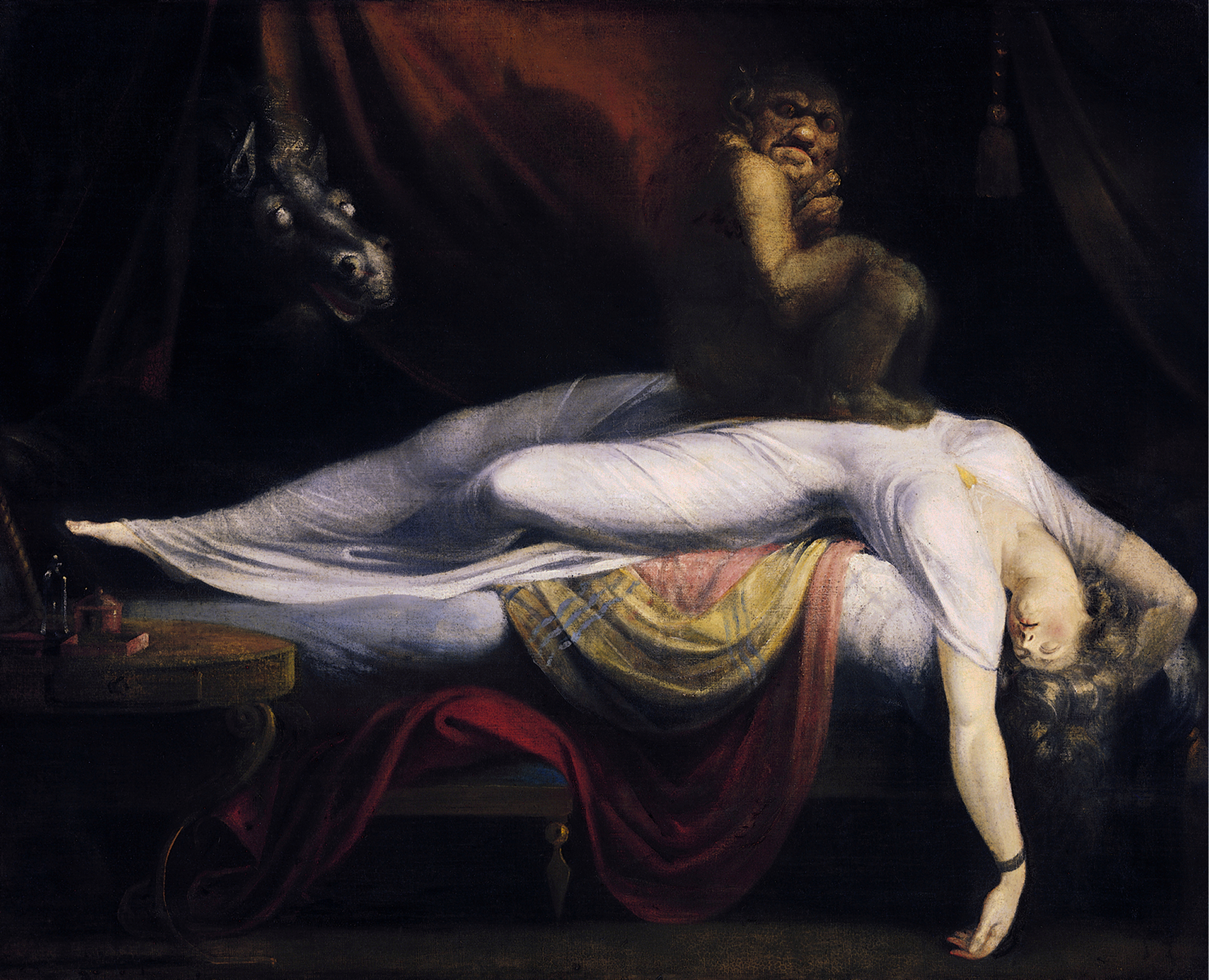
L'incubo di Johann Heinrich Füssli

Un Mare (inglese antico: mære, olandese antico: mare, proto-slavo: mara, tedesco antico, norreno e svedese: mara) è una presenza maligna nel folclore tedesco e in quello slavo che si siede sul petto degli addormentati causando loro cattivi sogni (da questo deriva il termine inglese nightmare, "incubo").

## Etimologia
La parola "mare" deriva dal nome femminile mære dall'inglese antico, per poi divenire nella antico tedesco marōn.

## Leggenda
Si crede inoltre che i Mare cavalcassero dei cavalli spettrali nella notte, lasciandoli esausti e sudati al mattino, e che legassero i capelli dei dormienti, che fossero umani o animali. Si pensa che questo mito cercasse di spiegare la plica, una malattia dei capelli conosciuta anche come "treccia polacca".
Anche gli alberi potevano diventare le cavalcature della creatura notturna, tant'è che i contorti pini cresciuti sulle rocce prendono il nome di martallar ("pini del mare") in svedese.
Secondo Paul Devereux, i Mare sono delle streghe reincarnate in animali come rane, gatti, cavalli, cani, uccelli, api e vespe.

## Caratteristiche regionali

### Scandinavia
Il Mare appare per la prima volta nella Saga degli Ynglingar del 13th secolo. In essa, il re di Uppsala, Vanlandi Sveigðisson, perse la vita per colpa di un "mara" evocato dalla strega finlandese Huld, incoraggiata dell'ex moglie del monarca Drífa. Nella religione sami esiste un elfo malvagio detto Deattán, che si trasforma in uccelli o altri animali per giacere con gli addormentati e dargli incubi.

### Germania
Il folclorista tedesco Franz Felix Adalbert Kuhn riporta una poesia dalla Vestfalia che definisce Il Mare come la madre dell'Alp.

### Polonia
In polacco, zmora/mara è legato a Mara/Marzanna, un demone invernale. Potrebbe essere l'anima perduta di un peccatore o di qualcuno morto senza confessione. Altre possibilità di divenire un Mare sono: essere la settima figlia di una famiglia, avere il nome pronunciato male durante il battesimo, sbagliare una preghierà o avere gli occhi policromatici. Se un promesso sposo non consumasse il matrimonio con la persona scelta, potrebbe trasmormarsi in un mare di notte. Protezioni popolari per scacciare il demone sono: bere caffè prima di dormire, prendere il cappello del mare, tirargli una corda, dormire con una falce, invitare il demone per colazione, cambiare posizione nel sonno e ricoprire di feci la porta.